# Провенсал (Луизијана)
Провенсал (енгл. Provencal) град је у америчкој савезној држави Луизијана.

## Демографија
По попису из 2010. године број становника је 611, што је 97 (-13,7%) становника мање него 2000. године.
| Група             | 2000.       | 2010.       |
| Белци             | 684 (96,6%) | 575 (94,1%) |
| Афроамериканци    | 3 (0,4%)    | 12 (2,0%)   |
| Азијати           | 0 (0,0%)    | 0 (0,0%)    |
| Хиспаноамериканци | 9 (1,3%)    | 2 (0,3%)    |
| Укупно            | 708         | 611         |